# Franz Stabbert
Franz Stabbert (Distretto di Kulm, 13 febbraio 1881 – Lorena, 20 ottobre 1917) è stato un dirigibilista, capitano di fregata della Kaiserliche Marine tedesco che durante la prima guerra mondiale fu comandante dei dirigibili LZ 32, LZ 59, LZ 66 e LZ 93.

## Biografia

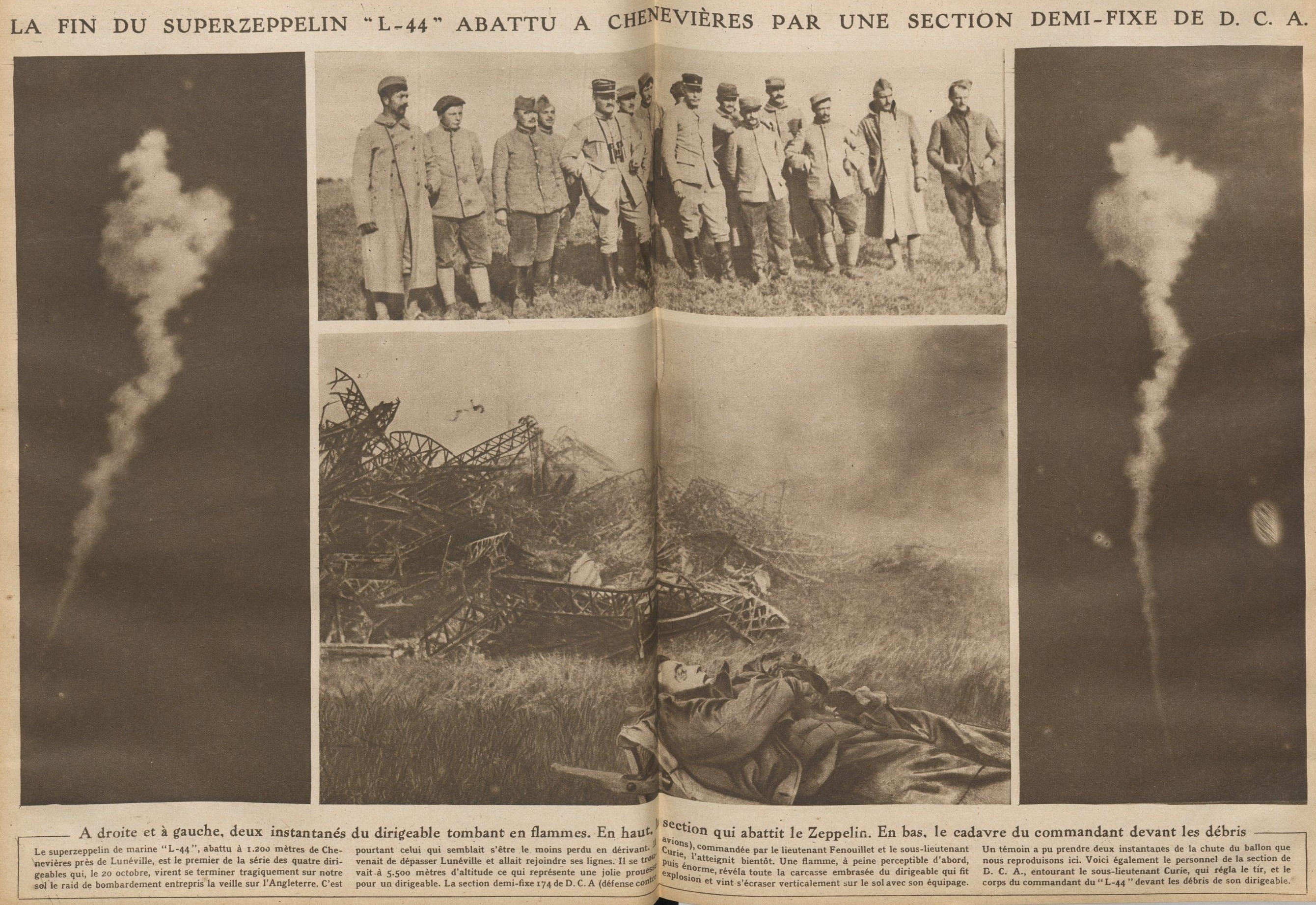
Il relitto dello Zeppelin L-44 a Chenevières nel 1917.

Nacque nel distretto di Kulm, in Svizzera, il 13 febbraio 1881. Si arruolò nella Kaiserliche Marine nel 1915, entrando in servizio nella base di Tønder. In quello stesso anno assunse il comando del dirigibile LZ 32, che comandò dal 5 settembre 1915 al 16 novembre 1915 e sul quale eseguì 20 voli. Il 29 dicembre 1915 passò al comando del dirigibile LZ 59, sul quale 16 voli di cui due missioni di bombardamento sull'Inghilterra e 10 missioni di ricognizione. Il dirigibile, di ritorno da una missione sull'Inghilterra, precipitò al suolo alle 11:55 vicino a Jåsund, in Norvegia, il 4 maggio 1916, con la morte di tre membri dell'equipaggio. Arrestato dai militari norvegesi, insieme agli altri membri sopravvissuti dell'equipaggio, dopo sei mesi di internamento riuscì a fuggire e rientrò alla base di Tønder il 20 dicembre 1916.
Rientrato subito in servizio attivo assunse il comando del dirigibile LZ 66, sul quale eseguì due voli, mantenendolo fino al 23 gennaio 1917. Il 5 aprile dello stesso anno gli fu affidato il comando del dirigibile LZ 93, che mantenne sino alla scomparsa dell'aeronave il 20 ottobre 1917, e sulla quale completò 22 voli.

### L'ultimo volo
Nella notte del 19 ottobre 1917 il dirigibile decollò da Tønder per partecipare a una missione di bombardamento sull'Inghilterra, insieme ad altri 10 dirigibili.
Dopo aver completato la sua missione, lo LZ 93 stabilì la rotta per Tønder per rientrarvi la mattina del 20 ottobre 1917. La nave, tuttavia, si trovò in difficoltà sulla Francia vicino a Chenevières mentre stava attraversando una tempesta. L'aeronave salì ad una altezza di 6.000 nel tentativo di sfuggire alla tempesta, ma improvvisamente venne inquadrata e colpita dal fuoco antiaereo della 174ª Sezione di artiglieria dell'esercito francese posizionata tra Chenevières e Saint-Clément a sud-est di Lunéville, nel dipartimento di Meurthe-et-Moselle e la regione della Lorena (a sud-est di Nancy).
Dopo essere stata colpito il dirigibile prese fuoco e alla fine le celle a gas riempite di idrogeno esplosero e lo LZ 93 precipitò in verticale sul suolo sottostante. Il dirigibile fu fotografato mentre precipitava al suolo e le immagini furono pubblicate sul settimanale Le Miroir il 4 novembre 1917. Tutto l'equipaggio a bordo dello LZ 93 perì nel disastro e il corpo del comandante Stabbert può essere visto accanto al relitto della sua aeronave nella foto. Si ritiene che i membri dell'equipaggio siano morti quando lo zeppelin si schiantò al suolo. Tutti i membri dell'equipaggio furono sepolti nel cimitero della città di Gerbéviller. Anche altri quattro zeppelin che avevano accompagnato lo LZ 93 nel suo ultimo volo furono abbattuti sopra la Francia.

### Fonti
1. 1 2 3 4  Zeppelin Museum.
2. 1 2  Roll of Honour.
3. ↑  Robinson 1980, p. 159.
4. ↑  Brooks 1992, p. 105.
5. 1 2  Frontflieger.
6. 1 2 3 4  Bennerley Viaduct.